# Ctenolepisma
Ctenolepisma è un genere di insetti primitivi (ordine Zygentoma = Thysanura s.s.) strettamente legato al Lepisma saccharina e alla thermobia domestica ma meno dipendente dalle abitazioni umani, dato che alcune specie si trovano sia all'interno che all'esterno e alcune si trovano esclusivamente all'aperto. Il genere è distribuito in quasi tutto il mondo nelle regioni calde. L'Australia manca di Ctenolepisma nativi, ma ospita specie introdotte.

## Diversità
Ci sono circa 100 specie nel genere.
Le specie includono:
- Ctenolepisma abyssinica Mendes, 1982 (Etiopia)
- Ctenolepisma africanella Wygodzinsky, 1955 (Sudafrica)
- Ctenolepisma albida Escherich, 1905
- Ctenolepisma algharbica Mendes, 1978 (Portogallo)
- Ctenolepisma almeriensis Molero-Baltanás, Gaju-Ricart & Bach de Roca, 2005 (Spagna)[3]
- Ctenolepisma alticola Silvestri, 1935 (Karakorum)
- Ctenolepisma angustiella Silvestri, 1949 (Africa)
- Ctenolepisma armeniaca Molero-Baltanás, Gaju-Ricart, Bach de Roca & Mendes, 2010 (Armenia, Iran occidentale)[4][5]
- Ctenolepisma barchanicum Kaplin, 1985 (Turkmenistan)
- Ctenolepisma basilewskyi Wygodzinsky, 1965 (Kenya)
- Ctenolepisma boettgeriana Paclt, 1961 (India)
- Ctenolepisma burmanica (Parona, 1892) (Myanmar)
[Synonym: Lepisma burmanica Parona, 1892]
- Ctenolepisma cabindae Mendes, 2002d (Angola)
- Ctenolepisma calva (Ritter, 1910) (Sri Lanka)
[Synonym: Peliolepisma calva Ritter, 1910]
- Ctenolepisma canariensis Mendes et al., 1992 (Isole Canarie)
- Ctenolepisma ciliata (Dufour, 1831) (Mar Mediterraneo; Capo Verde; Afghanistan; Iran[5])
[Synonyms: Lepisma ciliata Dufour, 1831, Ctenolepisma fuliginosa (Lucas, 1846), Lepisma fuliginosa Lucas, 1846]
- Ctenolepisma conductrix Silvestri, 1918 (Libia)
- Ctenolepisma confalonieri Silvestri, 1932 (Africa)
- Ctenolepisma decellei Mendes, 1982 (Ciad)
- Ctenolepisma desaegeri Mendes, 1982 (Repubblica Democratica del Congo)
- Ctenolepisma dewittei Mendes, 1982 (Repubblica Democratica del Congo)
- Ctenolepisma dubitalis Wygodzinsky, 1959 (Leeward Island)
- Ctenolepisma dzhungaricum Kaplin, 1982 (Kazakistan)
- Ctenolepisma electrans Mendes, 1998b (Dominican amber)
- Ctenolepisma fasciata (Lucas, 1863) (Senegal) non accertato
- Ctenolepisma feae Silvestri, 1908 (Capo Verde)
- Ctenolepisma gabuensis Mendes, 1985 (Guinea-Bissau)
- Ctenolepisma guadianica Mendes, 1992 (Portogallo)
- Ctenolepisma guanche Mendes, 1993 (Isole Canarie)
- Ctenolepisma guineensis Mendes, 1985 (Guinea-Bissau)
- Ctenolepisma gunini Kaplin, 1989 (Mongolia)
- Ctenolepisma halophila Kaplin, 1981 (Turkmenistan)
- Ctenolepisma howa Escherich in Voeltzkow, 1910 (Madagascar)
- Ctenolepisma hummelincki  Wygodzinsky, 1959 (Isole Sopravento Meridionali)
- Ctenolepisma immanis Mendes, 2004 (Socotra)
- Ctenolepisma incita Silvestri, 1918 (Africa)
- Ctenolepisma insulicola Mendes, 1984 (Grecia)
- Ctenolepisma iranicum Molero, Kahrarian & Gaju, 2016 (Iran)[5]
- Ctenolepisma kaszabi Wygodzinsky, 1970a (Mongolia)
- Ctenolepisma kermanshanum Molero, Kahrarian & Gaju, 2016 (Iran)[5]
- Ctenolepisma kervillei Silvestri, 1911 (Siria, Iran, Oman)
- Ctenolepisma kuhitangicum Kaplin, 1993 (Turkmenistan)
- Ctenolepisma latisternata Mendes, 1993 (Bacino del Congo)
- Ctenolepisma lindbergi Wygodzinsky, 1955 (Capo Verde)
- Ctenolepisma lineata (Fabricius, 1775) – four-lined silverfish (Europa); the type species of the genus Ctenolepisma[6]
- Ctenolepisma longicaudata Escherich, 1905 (syn. C. urbana) – grey silverfish (distribuzione cosmopolita)
- Ctenolepisma madagascariensis Escherich in Voeltzkow, 1910 (Madagascar)
- Ctenolepisma maroccana Mendes, 1980 (Marocco)
- Ctenolepisma michaelseni Escherich, 1905
- Ctenolepisma nicoletii (Lucas, 1846) (syn. Lepisma nicolettii) – four-lined silverfish (Europe, North Africa)[1]
- Ctenolepisma nigerica Mendes, 1982 (Nigeria)
- Ctenolepisma nigra (Oudemans in Weber, 1890) (syn. Lepisma nigra) (Indonesia, India)
- Ctenolepisma petiti (Lucas, 1840) (syn. Lepisma petiti) (Senegal) non accertato
- Ctenolepisma picturata Wygodzinsky, 1955 (Sudafrica)
- Ctenolepisma pinicola Uchida, 1964 (Giappone)
- Ctenolepisma pretoriana Wygodzinsky, 1955 (Sudafrica)
- Ctenolepisma przewalskyi Kaplin, 1982 (Kyrgyzstan)
- Ctenolepisma rodriguezi Mendes et al., 1992 (Isole Canarie)
- Ctenolepisma roszkowskii Stach, 1935 (Israele, Tunisia)
- Ctenolepisma rothschildi Silvestri, 1907 (syn. C. diversisquamis, C. reducta) (Africa; Iran[5])
- Ctenolepisma sabirovae Kaplin, 1980 (Turkmenistan)
- Ctenolepisma sagartianum Molero, Kahrarian & Gaju, 2016 (Iran)[5]
- Ctenolepisma sanctaehelenae Wygodzinsky, 1970b (Sant'Elena)
- Ctenolepisma sergii Kaplin, 1982 (Kazakistan)
- Ctenolepisma serranoi Mendes, 1985 (syn. C. gambiana) (Guinea-Bissau)
- Ctenolepisma somaliensis Mendes, 1988 (Somalia)
- Ctenolepisma submagna Silvestri, 1908 (Guinea-Bissau)
- Ctenolepisma sudanica Mendes, 1982 (Sudan)
- Ctenolepisma tanzanica Mendes, 1982 (Tanzania)
- Ctenolepisma targioniana Silvestri, 1908 (Africa, Americhe)
- Ctenolepisma targionii (Grassi & Rovelli, 1889) (syn. Lepisma targionii) (Mar Mediterraneo)
- Ctenolepisma tavaresi Navás, 1906 (Portogallo) non accertato
- Ctenolepisma tenebrica Silvestri, 1949 (Africa centrale)
- Ctenolepisma terebrans Silvestri, 1908 (Sudafrica)
  - Ctenolepisma terebrans pluriseta Silvestri, 1908 (Africa)
  - Ctenolepisma terebrans terebrans Silvestri, 1908
- Ctenolepisma turcomanicum Kaplin, 1993 (Turkmenistan)
- Ctenolepisma unipectinata Mendes, 1982 (Kenya)
- Ctenolepisma unistila Silvestri, 1908 (Capo Verde)
- Ctenolepisma vanharteni Mendes, 2004 (Socotra)
- Ctenolepisma versluysi Escherich, 1905 (Messico, Antille)
- Ctenolepisma vieirai Mendes, 1981 (Madeira)
- Ctenolepisma villosa (Fabricius, 1775) (syn. Lepisma villosa) (Cina, Giappone, Corea)
- Ctenolepisma wahrmani Wygodzinsky, 1952 (Brasile)
- Ctenolepisma weberi Escherich, 1905 (Sudafrica)

## Galleria d'immagini

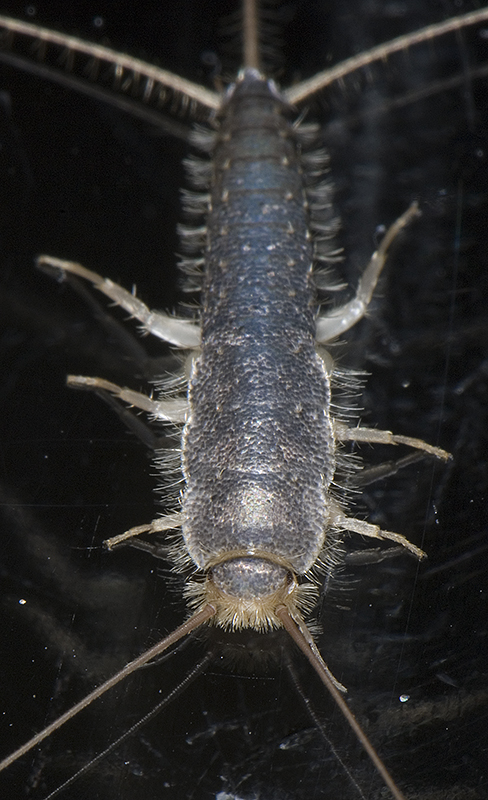
Ctenolepisma longicaudata
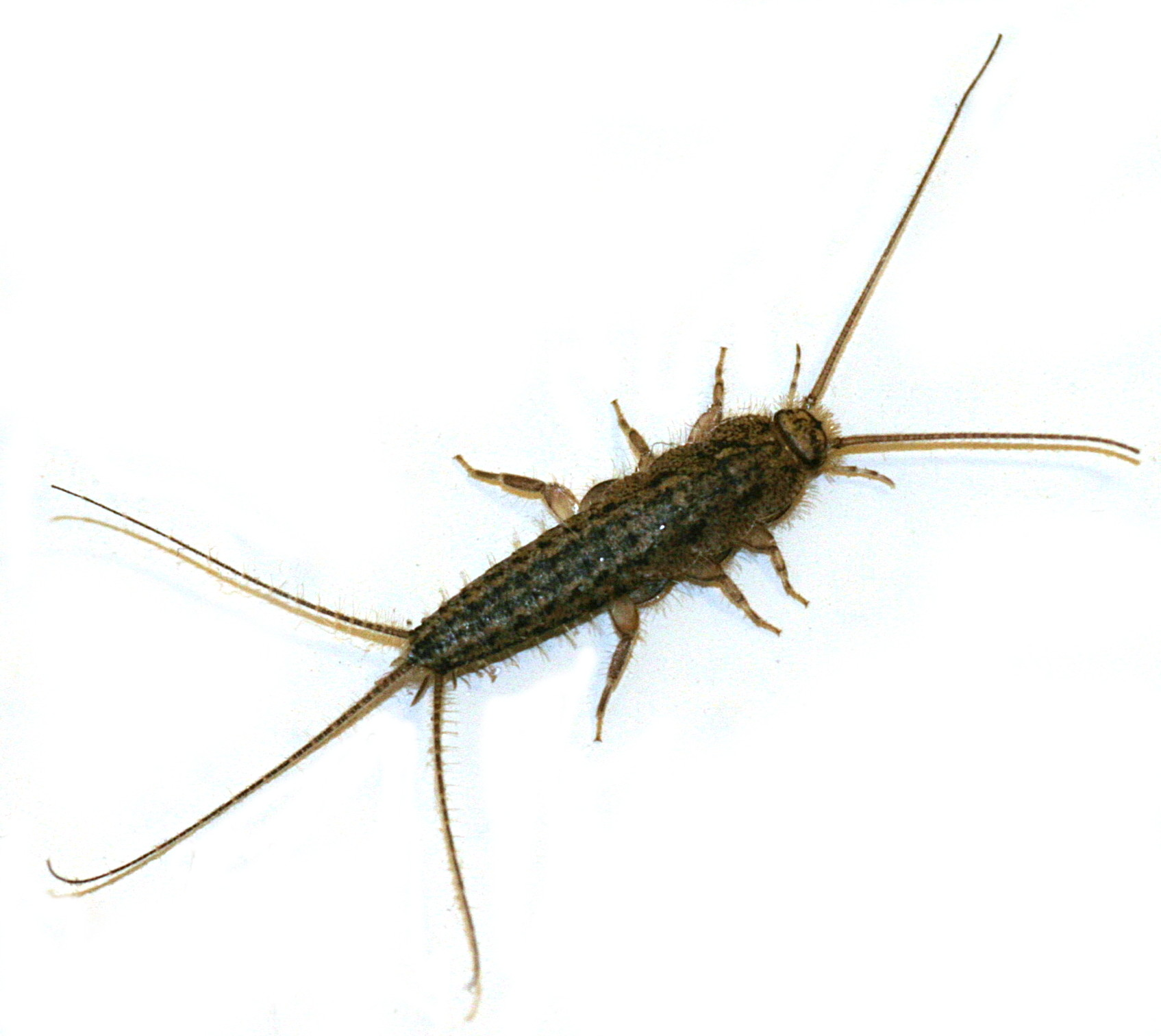
Ctenolepisma lineata
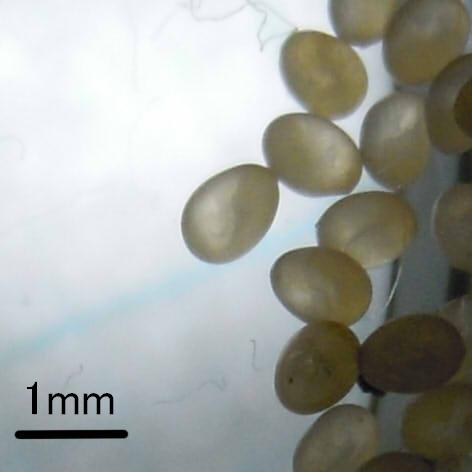
Uova di Ctenolepisma villosa